# تویوتا جی‌ار۰۱۰ هایبرید
تویوتا جی‌ار۰۱۰ هایبرید یک خودرو پروتوتایپ اسپرت اتومبیلرانی است که برای کلاس قوانین لمانز هایپرکار و برای سری مسابقات جهانی استقامتی توسعه یافته است. این خودرو جانشین تویوتا تی‌اس۰۵۰ هایبریدی شده است که از سال ۲۰۱۶ تا ۲۰۲۰ در مسابقات جهانی استقامتی شرکت کرده بود و به دو عنوان جهانی در مسابقات جهانی استقامتی و سه پیروزی متوالی در مسابقات ۲۴ ساعته لمانز از سال ۲۰۱۸ تا ۲۰۲۰ رسیده بود. جی‌ار۰۱۰ هایبریدی در ۱۵ ژانویه ۲۰۲۱ به صورت آنلاین معرفی شد.